# Les Lèches
Les Lèches är en kommun i departementet Dordogne i regionen Nouvelle-Aquitaine i sydvästra Frankrike. Kommunen ligger i kantonen La Force som tillhör arrondissementet Bergerac. År 2022 hade Les Lèches 383 invånare.

## Befolkningsutveckling
Antalet invånare i kommunen Les Lèches
Referens:INSEE